# Gesellschaft für sozialen Fortschritt
Die Gesellschaft für sozialen Fortschritt e. V. ist ein deutscher Verein mit Sitz in Berlin. Dieser ist aus der Gesellschaft für soziale Reform hervorgegangen. Diese 1901 gegründete Vereinigung war während des Kaiserreichs und der Weimarer Republik eine der wichtigsten und einflussreichsten sozialreformerischen Organisationen. Die  heutige Gesellschaft versteht sich als Diskussionsforum für den Bereich der Sozialpolitik unter den Prinzipien der Offenheit, Unabhängigkeit und Gemeinnützigkeit. Gegenstände sind alle Bereiche der Sozialpolitik im Kontext des sozialen Wandels: Arbeitsmarkt, soziale Sicherungssysteme, in jüngerer Zeit zunehmend auch die Europäische Integration. Die Gesellschaft besteht aus einem vielseitigen Mitgliederkreis, u. a. aus BDA, DGB, Verbänden der freien Wohlfahrtspflege, Bundesländern, Ministerien, Sozialversicherungsträgern, Unternehmen sowie persönlichen Mitgliedern. Die Gesellschaft führt öffentliche Tagungen durch und betreibt für ihre Mitglieder Arbeitskreise. Sitz der Gesellschaft ist Berlin, die Geschäftsstelle logiert an der Hochschule für Wirtschaft und Recht Berlin.

## Geschichte
Der Ursprung liegt in der Zeit Bismarcks und im damaligen Zusammenschluss von Sozialreformern um den 1896 zurückgetretenen preußischen Handelsminister Hans Freiherr von Berlepsch. Zur Publikation ihrer Ideen übernahm diese Gruppe 1897 die Zeitschrift „Soziale Praxis“. Im Zentrum der gesellschaftspolitischen Absichten der Sozialreformer in der damaligen Zeit standen der Arbeiterschutz und das Arbeiterrecht. Im Jahr 1900 wurde die „Internationale Vereinigung für gesetzlichen Arbeiterschutz“ in Paris gegründet (u. a. durch von Berlepsch, Gustav Schmoller und Werner Sombart), die in Basel ein „Internationales Arbeitsamt“ einrichtete, aus dem später die „Internationale Arbeitsorganisation“ (ILO) in Genf hervorgegangen ist. Die im Mai 1899 gegründete deutsche Sektion der Internationalen Vereinigung rief im Dezember 1900 zur Gründung einer „Gesellschaft für Soziale Reform“ auf, die dann als deutsche Sektion der Vereinigung galt.
Die Gründungsversammlung fand am 7. Januar 1901 in Berlin statt. Generalsekretär wurde Ernst Francke. Ihm folgte 1919 Ludwig Heyde, der später auch Schriftleiter der Sozialen Praxis war. Vor allem in der Weimarer Republik wurde die Gesellschaft für Soziale Reform zu einer Plattform für die sozialpolitischen Interessenverbände, vor allem auch durch die Mitgliedschaft der Arbeitgeberverbände und der Gewerkschaften.
Nach der Machtübergabe an die Nationalsozialisten löste sich die eigentliche Gesellschaft 1933 auf, man führte aber das „Büro für Sozialpolitik“ und die Herausgabe der Zeitschrift „Soziale Praxis“ bis in das Jahr 1943 weiter. Seit 1936 wirkte Ludwig Preller als Schriftleiter dieser Zeitschrift, die bereits 1946 erste Versuche unternahm, das „Büro für Sozialpolitik“ und vor allem die Zeitschrift „Soziale Praxis“ wiederzubeleben. Am 22. Januar 1949 wurde in Frankfurt die „Gesellschaft für Sozialen Fortschritt e. V.“ als Nachfolgerin der Gesellschaft für Soziale Reform gegründet und Ludwig Preller zu ihrem Vorsitzenden gewählt. Eine erste Mitgliederversammlung fand 1951 statt. Ein wesentliches Kennzeichen der Gesellschaft – an dem sich bis heute nichts geändert hat – war schon damals, dass in ihr alle großen sozialpolitischen Interessenverbände, vor allem aber die Gewerkschaften und die Arbeitgeberverbände, ein Forum gefunden haben.

## Vorsitzende seit der Wiedergründung 1949
- 1949 Ludwig Preller
- 1952 Friedrich Sitzler
- 1957 Klaus von Bismarck
- 1964 Johannes Doehring
- 1980 Gerhard W. Brück
- 1983 Dieter Schewe
- 1999 Frank Schulz-Nieswandt
- 2009 Werner Sesselmeier
- 2019 Aysel Yollu-Tok[5]

## Aufgaben und Ziele
Vereinszweck ist es, die soziale Sicherung, die Gesundheitspolitik, den Arbeitsmarkt, die Arbeitsbeziehungen, Geschlechterfragen, Familienpolitik, Sozialhilfe und andere Aspekte der Gesellschaftspolitik wissenschaftlich und vorausschauend zu untersuchen und unabhängig darzustellen. Um diese Aufgabe zu erfüllen, fördert und veröffentlicht die Gesellschaft wissenschaftliche Untersuchungen bezüglich der sozialen Sicherungssysteme, der Arbeitsförderung und der sozialen Dienstleistungen. Darüber hinaus führt sie wissenschaftsbasierte Konferenzen durch und organisiert öffentliche Vortrags- und Diskussionsveranstaltungen zu aktuellen und grundsätzlichen Problemen der Sozialpolitik.

## Tagungen
Im Herbst findet regelmäßig eine Jahrestagung statt.
Übersicht Jahrestagungen:
- 2022: Sozialpolitische Aspekte der ökologischen Transformation in Zeiten sicherheitspolitischer Herausforderungen, Loccum
- 2021: Herausforderungen in der neuen Legislaturperiode, Loccum
- 2020: Digitalisierung, Arbeitsmarkt und Soziale Sicherung, online
- 2019: Rentenpolitik: Wie geht es weiter? Loccum
- 2018: Unzufriedenheit in Deutschland trotz Wirtschaftsboom und Wohlfahrtsstaat, Loccum
- 2017: Die Freie Wohlfahrtspflege auf dem Wohlfahrtsmarkt: Was wird aus der Subsidiarität? Loccum
- 2016: Denkblockaden in der Sozialpolitik? Diagnose, Analyse und Therapiemöglichkeiten, München
- 2015: Die Theorie der Sozialpolitik auf dem Prüfstand. Gestalttheorie vs. individualistische Ansätze, Darmstadt
- 2014:  Das Drei-Säulen-Modell der Alterssicherung revisited, Loccum
- 2013: Ungleiche Ungleichheit? Einkommensverteilung in Deutschland im internationalen Vergleich, Loccum
- 2012: Vitalpolitik, Inklusion und der sozialstaatliche Diskurs. Theoretische Reflexionen und sozialpolitische Implikationen, Darmstadt
- 2011: Strukturelle Veränderungen in den Arbeitsmärkten, Loccum
- 2010: Globalisierung – Krise – Sozialpolitik, Loccum
- 2009: Arbeitsmarkt und Arbeitslosigkeit, Hennef
- 2008: Von der Bismarck-Tradition zum liberalen Typus? Der deutsche Sozialstaat: Wandel oder Mutation?, Hennef
- 2007: Der Sektor der Arbeit mit Menschen mit Behinderungen im Wandel, Hennef
- 2006: Normative Grundlagen des Sozialstaates – Sozialpolitische Diskurse zwischen Gerechtigkeit und Effizienz, Hennef
- 2005: Hartz IV (SGB II) und die Auswirkungen auf verschiedene sozialpolitische Handlungsfehler, Hennef
- 2004: Die Zukunft der Pflege – Perspektiven für eine Reform der Pflegeversicherung, Hennef

Zudem veranstaltet die Gesellschaft teils in Kooperation mit anderen Institutionen der Sozialpolitik etwa drei Tagungen pro Jahr, in der Regel in Berlin.

## Zeitschrift
Seit 1952 erscheint monatlich die Zeitschrift „Sozialer Fortschritt. German Review of Social Policy“ im Verlag Duncker & Humblot.